# フィヨン
フィヨン（朝: 휘영、英: HWI YOUNG、1999年5月11日 - ）は、韓国の歌手、俳優である。本名はキム・ヨンギュン（朝: 김영균、中: 金泳均、英: Kim Youngkyun）。
男性アイドルグループ「SF9」のメンバー。FNCエンターテインメント所属。忠清北道堤川市出身。
MBTIは、INFP

## 来歴
2016年10月にFNCエンターテインメントから「SF9」のメンバーとしてデビューした。
グループではラップを担当。彼は多才なアーティストであり、グループ活動だけでなくストリーミングサイトのSoundCloud

ではアーティスト名「0」として多数の楽曲を公開しており、更には俳優としても活躍している。
2018年、HIPHOPサバイバル番組「高等ラッパー2」に出演。
2023年8月13日、デジタルシングル「Drive5」でソロデビュー。
2023年12月9日、デジタルシングル「HBD」をリリース
。
2024年6月20日、1stシングル「Traveling Fish」をリリース
。

## ディスコグラフィー

### シングルアルバム
| No. | タイトル                         | 収録曲                         | 備考   |
| --- | -------------------------------- | ------------------------------ | ------ |
| 1st | Traveling Fish （2024年6月20日） | 1. IT IS L0VE 2. Drive5 3. HBD | [ 10 ] |

### デジタルシングル
- Drive5（2023年8月13日） [11]

- HBD（2023年12月9日） [12][13]

### OST
- Love Gradation（2020年9月4日） - WEBドラマ『トッコ・ビンはアップデート中』OST Part.1（インソン、フィヨン）

- Milky Way（2022年6月11日） - WEBドラマ『MIRACLE』OST Part.6（チャニ、フィヨン、カン・ミナ）

### SoundCloud
- 0　[14]

## 出演

### ドラマ
主演作は太字
- Click Your Heart（2016年、MBC Every1）- フィヨン役[15]

- トッコ・ビンはアップデート中（2020年、WEB）- 主演：トッコ・ビン役[16]

- 人魚王子：ザ・ビギニング（2020年、Lifetime）- ユン・ゴニ役[17][18]

- リプレイ：再び始まる瞬間（2021年、Lifetime）- 主演：イ・ジフン役[19]

- イミテーション（2021年、KBS2）- カン・イヒョン 役[20][21]

- MIRACLE（2022年、wavve）- 主演：シウ役[22]

- 婚礼大捷（2023年10月、KBS 2TV）[23]

### バラエティ
- 高等ラッパー2（2018年、Mnet）[24]